# Kudász Emese
Kudász Emese (Budapest, 1943. február 1. – 2010. november 22.) magyar festőművész.
Kifinomult színharmóniák jellemzik akvarelljeit, olajfestményeit és pasztellképeit.[forrás?] Festményeit egy-két szín találkozására építi, összetett lelkiállapotok kifejezésére.[forrás?] Festészete az érzéki-konkrét szférában mozog. Gulácsy Lajos festészetével párhuzamba állított, expresszív, álomszerű festményein a tragikus sorsú művésznő által vágyott képzelt élet jelenik meg, melyek a világban zajló eseményekből, személyes élettörténetéből veszik kiindulópontjukat. Visszatérő témája az elvadult természeti tájban ábrázolt légies emberalakok, csoportok, sárkányeregetők és lovasok. Képein két vagy több alak egymást keresve, egymásba kapaszkodva bolyong lerontott falak között, sziklaszirteken, viharban, erdőkben és bozótosokban.

## Élete
1943 február elsején született. Szülei Kudász József szívsebész és Gaál Klára, testvérei Szotáczky Ildikó és Kudász Hajnal. Gyermekkorában hosszabb időszakokat töltött Kisújszálláson anyja családjánál. A család több városban élt hosszabb-rövidebb ideig apja kórházi állásait követve, míg a budapesti Városmajori Szív- és Érgyógyászati Klinika közelében állapodtak meg. Fiatalkorában súlyos motorbalesetet szenvedett, aminek következtében egyik lábát kis híján elvesztette, így táncművészeti ambícióinak feladására kényszerült. Művészeti tanulmányait 1961-ben a Magyar Iparművészeti Főiskola keramikus szakán kezdte meg, majd 1963-tól a Magyar Képzőművészeti Főiskola festő szakján folytatta, ahol 1967-ben szerzett diplomát. Mesterei voltak Szentiványi Lajos és Bernáth Aurél. Tanulmányutakon járt Németországban és Észak-Afrikában. 1974-ben Greyhound busszal beutazta az Amerikai Egyesült Államokat. Életének és művészetének későbbi szakaszára nagy hatással volt az 1977-ben a Szovjetunióban tett körutazása, Kirgizisztán és Tadzsikisztán tájainak látványa.
Első férje Kappéter Gábor, házasságukból nem született gyermekük. Szkok Iván festőművésszel folytatott, haláláig tartó kapcsolatából született egyedül felnevelt fia, Kudász Gábor Arion. Életét a kiszolgáltatottságtól való szorongás és a világ elől a műtermének magányába való elzárkózás jellemezte. Visszatérő tévképzetei miatt életének utolsó két évtizedében többször állt pszichiátriai kezelés alatt. 2010 novemberében életmentő műtéten esett át a Szent János Kórházban, de a szövődményeket nem élte túl. 67 évesen, 2010. november 22-én hunyt el. Hamvait szülei mellett helyezték végső nyugalomra a kisújszállási déli temetőben.

## Díjak, elismerések
- 1967-1970: Derkovits-ösztöndíj
- 1979: Concorso Internationale di Pittura díj, Nápoly
- 1982: VIII. Akvarell Biennálé díja, Eger
- 1986: 33. Vásárhelyi Őszi Tárlat díjazottja, Hódmezővásárhely
- 1988: Salgótarjáni Tavaszi Tárlat díja
- 1995: Esztergomi Pasztell Biennálé díjazottja

## Egyéni kiállítások
- 1968 - Magyar Kultúrintézet, Szófia
- 1972 - Ferencvárosi Pincetárlat, Budapest
- 1975 - Stúdió Galéria, Budapest
- 1980 - Galerie K., Köln
- 1981 - Galerie Rau, Eiendorf-Hamburg
- 1990 - Atrium Hyatt Galéria, Budapest
- 1994 - Vigadó Galéria, Budapest
- 2011 - Semmelweis Szalon, Budapest

## Válogatott csoportos kiállítások
- 1976 - Maison de la Culture, André Malraux, Reims
- 1979 - Concorso Internationale di Pittura, Nápoly - Interversa, Hamburg
- 1981 - Bankside Gallery, London
- 1982 - Södertalje Konsthall (SVE) - VIII. Akvarell Biennálé, Eger
- 1983 - Arteder 83, Bilbao
- 1984 - Zentralspahrkasse, Bécs - Galerie de Feauburg, Neuchatel
- 1986 - 33. Vásárhelyi Őszi Tárlat, Tornyai János Múzeum, Hódmezővásárhely
- 1987 - Galerie Signal, Dortmund
- 1988 - Tavaszi Tárlat, Salgótarján
- 1990 - Marsvinsholm Kulturcentrum, Ystad
- 1995 - Cremona - II. Országos Pasztell Biennálé, Balassa Bálint Múzeum, Esztergom